# Davor Kajfeš
Davor Kajfeš (* 6. Oktober 1934 in Zagreb, Königreich Jugoslawien; † 1. September 2024) war ein schwedisch-kroatischer Jazzpianist und Komponist jugoslawischer Herkunft.

## Leben und Wirken
Kajfeš studierte bis zum Diplom 1964 an der Musikakademie seiner Geburtsstadt, spielte jedoch schon seit 1957 im Tanzorchester von Radio Zagreb. Daneben begann er für Film und Fernsehen zu komponieren. 1959 wurde er Mitglied des Zagreb Jazz Quartet, das er bald leitete. Mit diesem Quartett tourte er in Europa und trat mit Art Farmer, Buck Clayton, Jerome Richardson, Julius Watkins, Helen Humes, Willie Dixon (The First European Blues Tour), Big Joe Turner, T-Bone Walker, Csaba Deseő, Albert Mangelsdorff und Red Mitchell auf.
1967 zog Kajfeš nach Schweden, wo er mit Svend Asmussen und Alice Babs auftrat. Mit Babs machte er die Platte Simple Isn’t Easy. Hauptberuflich war er bis 1997 in Stockholm als Dozent an der Danshögskolan tätig. Auch komponierte er für das Fernsehballett Balanse mit Walter Nicks als Choreographen und für die Fernsehproduktion Choreographer is Improvising mit P. Christopher. 1979 präsentierte er sich beim Monterey Jazz Festival. 1995 trat er im Duo mit John Lewis auf (der mit seiner Schwester verheiratet war).
Seine Komposition Collision gewann 1974 den Concours International de Composition de themes de Jazz-Monaco. Andere Kompositionen von ihm sind: Davor’s Blues, Degression, Ornaments, Boogie Balkanique, Eftertanke. Einige seiner Werke wurden auch vom Modern Jazz Quartet gespielt. Mit dem Cellisten Peter Schuback, mit dem er ab 1988 zusammenwirkte, legte er 2002 das Album Impositions vor. Er trat auch mit seinem Sohn, dem Trompeter Goran Kajfeš auf, mit dem er 2007 das Album Mirrors veröffentlichte.

## Diskographische Hinweise
- Davor Kajfeš & Boško Petrović Follow Me (Jugoton LP)
- The Best of the Zagreb Jazz Quartet (Croatia Records LP)
- John Lewis, Zagrebacki Jazz Kvartet und Zagreb Soloist Zagreb 900 (Jazzette CD, 1995)
- Davor Kajfeš, Goran Kajfeš: Mirrors (Gason Jazz 2007)
- Dialogues with Scriabin (Headspin/Cosmos 2013)[3]